# 丹羽英之
丹羽英之（にわひでゆき、1973年 - ）は、日本のフラワーデザイナー。

## 概要
1973年愛知県株式会社花成の三男として生まれる。
1993年JFTD学園日本フラワーカレッジ卒業。同年株式会社花門フラワーゲート入社。 FLOREALオペーク丸の内店マネージャー・チーフデザイナーを経て、2013年、自身のデザインチームHideyuki Niwa Design Officeを立ち上げる。国内外のホテル・式場のウェディングのプロデュースを始め、有名ショップのショールームやレストラン等のコーディネートを担当する。コンテンポラリーフローラルアーティスト松田隆作に師事。「混合・融合」をテーマに、植物と異素材を組み合われることにより新しい価値観を追求するフラワーパフォーマンスユニット「mixture」を兄である丹羽伸次と結成。

## 主な経歴
- 2002年 関東東海花の博覧会　アレンジ部門にて金賞・農林水産大臣賞受賞。
- 2004年 - 2007年　国際バラとガーデニングショウにてデザインワークとデモンストレーション。
- 2005年 - 2007年  国際フラワーEXPO(IFEX)にてデザインワークとデモンストレーション。
- 2007年 一般社団法人日本生花通信配達協会主催 ジャパンカップ2007にて５位入賞。
- 2009年 「AYANA Resort＆Spa BARI」のウエディングフラワー及び館内装花をプロデュース,一般社団法人日本生花通信配達協会主催 ジャパンカップ2009にて7位入賞。
- 2010年 ベルギー【International Floral Art 10/11】にてブロンズリーフ賞受賞,一般社団法人日本生花通信配達協会主催 ジャパンカップ2010にて4位入賞。
- 2012年 ベルギー【International Floral Art 12/13】にて最優秀賞ゴールドリーフ賞受賞,一般社団法人日本生花通信配達協会主催 ジャパンカップ2012にて準優勝、東京丸の内にて初の単独個展「Hideyuki NIWA Contemporary Floral Art」を開催。
- 2012年 一般社団法人日本生花通信配達協会主催 ジャパンカップ2012にて準優勝
- 2013年 一般社団法人日本生花通信配達協会主催 ジャパンカップ2013にて優勝・内閣総理大臣賞受賞